# Alvite (Moimenta da Beira)
Alvite é uma povoação portuguesa sede da Freguesia de Alvite do Município de Moimenta da Beira, freguesia com 22,31 km² de área e 1027 habitantes (censo de 2021), tendo, por isso, uma densidade populacional de 46 hab./km².
A povoação de Alvite foi elevada à categoria de vila em 1997-07-24.
Alvite situa-se no planalto da Serra da Nave, onde nasce o rio Varosa, com altitudes compreendidas entre os 910 e os 1016 m. Em 2021 era a terceira freguesia mais povoada do Município de Moimenta da Beira.
A sua existência, diz a história, iniciou-se com alguns pequenos casebres cobertos de "colmo", que progrediu lentamente, fazendo-se grande, como se desta serra fosse senhora e mãe - "A Mãe de Um Rio" (Agustina Bessa Luís).
Alvite, vila serrana, viveu durante muito tempo como que perdida no meio da serra, isolada do mundo, comunicando com o exterior através de uma única via de 5 km de extensão que liga Alvite à estrada nacional nº226 (Moimenta da Beira-Lamego). Actualmente, Alvite é o centro de confluência não de uma, mas de várias estradas que permitem a ligação aos municípios limítrofes de Tarouca e Vila Nova de Paiva.
Atualmente, os Alvitanos encontram-se distribuídos pelos lugares de Alvite (vila) (sede), Porto da Nave, Espinheiro e Quinta dos Caetanos.
A sua localização geográfica determina o clima, frio e agreste no Inverno e com raios quentes de sol no Verão. Todos os anos, na Primavera, o planalto cobre-se de verde, que dá lugar a uma mistura de roxo e branco do florir das urgueiras para finalmente se vestir de amarelo ao florirem as giestas.
No inverno as geadas e a neve cobrem de branco o mesmo planalto, que outrora, se mantinha intacto durante semanas tornando a vila ainda mais isolada.

## Demografia
A população registada nos censos foi:
| Distribuição da População por Grupos Etários | Distribuição da População por Grupos Etários | Distribuição da População por Grupos Etários | Distribuição da População por Grupos Etários | Distribuição da População por Grupos Etários |
| -------------------------------------------- | -------------------------------------------- | -------------------------------------------- | -------------------------------------------- | -------------------------------------------- |
| Ano                                          | 0-14 Anos                                    | 15-24 Anos                                   | 25-64 Anos                                   | > 65 Anos                                    |
| 2001                                         | 208                                          | 211                                          | 599                                          | 210                                          |
| 2011                                         | 152                                          | 118                                          | 569                                          | 256                                          |
| 2021                                         | 92                                           | 106                                          | 486                                          | 343                                          |